# Tecpancaltzin Iztaccaltzin
Tecpancaltzin Iztaccaltzin fue el noveno gobernante del Imperio tolteca. Empezó su reinado cuando su madre, Xihuiquenitzin Ziuhcaltzin, murió hacia el 833. Las fechas en la cronología conocida de los toltecas no son del todo precisas, ya que el calendario tolteca no se comprende en todos sus detalles.
En 843 un tolteca común llamado Papantzin inventó un tipo de azúcar hecho de la planta de agave. Él y su hija Xóchitl llevaron el azúcar como un regalo a Tecpancaltzin Iztaccaltzin. Sin embargo, Tecpancaltzin se enamoró de Xóchitl, pero ella no compartía sus sentimientos, aunque el la retuvo en su palacio sin permitirle a Xóchitl abandonarlo. Ella convenció a Papantzin para no ayudarla diciéndole que cuando Tecpancaltzin muriera, ella sería la gobernante de los toltecas. Ambos tuvieron un hijo llamado Meconetzin.
Xóchitl amenazó a Tecpancaltzin con marcharse en 846, pero él se las arregló para retenerla con la promesa de que Meconetzin sería el siguiente tlatoani. Sin embargo, Tecpancaltzin Iztaccaltzin fue destronado en 877 u 885, aunque probablemente se le respetó la vida. Tras esos incidentes Xóchitl se convirtió en soberana, y después de su muerte le sucedió Maeconetzin.